# Chain Gang of Love
Albums de The Raveonettes
Whip It On
(2002) Pretty in Black
(2005)
Singles
1. That Great Love Sound
Sortie : 13 mars 2003[1]
2. Heartbreak Stroll
Sortie : 17 février 2004[2]
3. That Great Love Sound (Remix)
Sortie : 10 mai 2004[3]

Chain Gang of Love est le premier album du duo danois The Raveonettes. Cet album est sorti le 25 août 2003, il est produit par Richard Gottehrer et Sune Rose Wagner (un des chanteurs du duo). Les critiques envers cet album sont généralement positives.

## Liste des morceaux
| No  | Titre                       | Durée |
| --- | --------------------------- | ----- |
| 1.  | Remember                    | 2:41  |
| 2.  | That Great Love Sound       | 3:16  |
| 3.  | Noisy Summer                | 2:24  |
| 4.  | The Love Gang               | 2:16  |
| 5.  | Let's Rave On               | 1:55  |
| 6.  | Dirty Eyes (Sex Don't Sell) | 2:26  |
| 7.  | Love Can Destroy            | 2:54  |
| 8.  | Heartbreak Stroll           | 2:26  |
| 9.  | Little Animal               | 3:09  |
| 10. | Untamed Girls               | 1:44  |
| 11. | Chain Gang of Love          | 2:36  |
| 12. | The Truth About Johnny      | 2:36  |
| 13. | New York Was Great          | 2:48  |

| 14. | C'mon Everybody | 2:29 |